# إلزه هس
إلزه هس (بالألمانية: Ilse Heß )‏ (و. 1900 – 1995 م) هي مؤلفة، وكاتِبة ألمانية، ولدت في هانوفر، كانت عضوةً في الحزب النازي، توفيت عن عمر يناهز 95 عاماً.

## التعليم
تعلمت في جامعة لودفيغ ماكسيميليان في ميونخ.